# 北方邦死者協會
北方邦死者協會是印度北方邦的一個壓力團體，由拉爾·比哈里創立，旨在為被錯誤宣告為已死亡的人士取回應有的法律權利。拉爾·比哈里因為他的努力而得到2003年度搞笑諾貝爾獎的和平獎。

## 緣起
北方邦是印度北部一個人口密度非常高的省份，而且貪污橫行。因此，有人透過向官員行賄，透過宣佈某一人已死亡，從而侵佔其名下的土地擁有權。要把這宣佈取消，其過程非常漫長，被宣佈死亡者亦往往變得無助。協會旨在為受害者回退宣告，並把問題引起公眾的注意，並防止這種事情繼續發生。
協會創辦人拉爾·比哈里曾在1976年到1994年被宣告死亡。雖然他在1994年的死亡宣告被回退，但他原有的權利卻未能全部取回，以致政府拒絕向他發出護照来让他前往美國哈佛大學領取搞笑諾貝爾獎的獎項，直到2004年為止。而在他被「宣告死亡」期間，他一直在使用「Mritak」作名字，這個字在印地語的意思就是「死者」。

## 外部連結
- The Tribune on Association action（页面存档备份，存于）
- The Times on the situation（页面存档备份，存于）